# L'immoralità
L'immoralità (estrenada en España como "La venganza de Baby Simona")
es una película italiana dirigida en 1978 por Massimo Pirri; protagonizada por Lisa Gastoni (43 años), en su última película, hasta su regreso en Cuore Sacro, (2005), a los 70 años. 
La película es una mezcla de algunos géneros que van de la tragedia isabelina, al melodrama y la novela de folletín. El personaje sobre el que recae esta dura y angustiosa historia es la joven Simona de doce años, que el director Massimo Pirri ha descrito como cruel y demoníaca. Después de haber sido testigo de unos hechos incalificables realizados por su familia, la joven comete delitos horribles.

## Sinopsis
Federico Anselmi, después de haber violado y asesinado a una niña, ha enterrado el cuerpo; huyendo en un camión, es perseguido por la policía y obligado a escapar por el bosque. Herido en el brazo por un disparo de un arma de fuego, llega cerca de un parque y donde es rescatado por Simona, una niña de doce años que vive en una villa con los padres. El padre, paralítico, pasa sus días en soledad rodeado de colecciones de armas y relojes; su madre Vera, igualmente insatisfecha, se siente prisionera de su marido y trata de mitigar sus tormentos entregándose a otros hombres. Mientras que las alarmas se esparcen desde la ciudad desencadenan la caza del hombre, Simona conduce a su huésped en una taberna protegido por los perseguidores, y entre los dos nace una amistad cómplice. La insistencia de la policía y un grupo de cazadores de recompensas despiertan la sospecha de Vera; y al encontrar al asesino oculto en el refugio, la mujer trata de revertir la situación a su favor, proponiéndole eliminar a su marido a cambio de silencio. A continuación, el ocultamiento de Frederick toma lugar en el interior de la villa. Aprovechando la ausencia momentánea de Vera, Federico entra en el cuarto de baño donde Simona está por bañarse; sin ningún temor, la chica sale de la bañera y se echa en la alfombra, completamente desnuda y lo invita a poseerla.
Cuando los cazadores de recompensas, libres para actuar sin la asistencia de la policía, irrumpen por la fuerza dentro de la villa, Simona entra de nuevo en la bañera para mantener alejados a los cazadores de la puerta del baño donde permanece oculto Federico. La intervención del padre armado con una escopeta pone a los agresores en fuga.
Pasado el peligro, Vera, vuelve a la casa, entra en la habitación de su marido y, al final de una violenta discusión, revela, de manera implícita, la intención de hacerlo matar. Por su parte, Federico, después de prometerle a Simona huir los dos solos, se acerca Vera, lista para una de sus salidas nocturnas, y la conduce a una habitación de la villa; entre los dos tienen relaciones carnales que Simona espía través del ojo de la cerradura; durante el enfrentamiento que tiene lugar en la misma tarde entre Vera y Simona, esta última la acusa de codiciosa y revela que se había ofrecido a Federico.
A la mañana siguiente -después de un intento fallido de huir de Federico, ahora un recluso- Simona regresa a la casa con el Comisario al cual denunció la presencia del fugitivo en la villa. Por la remuneración prometida por el Comisionado, Vera está dispuesta a traicionar a su protegido y, mientras, echa llave a la habitación donde se oculta Frederick, llevándose a la cama al Comisario. Todo esto se lleva a cabo frente a los ojos de Simona, quien descubrió que su padre se mató con una pistola, agarra un arma y entra en la habitación de su madre disparándole a ella y a su ocasional amante. Federico, libre, camina con ella de la mano fuera de la villa, fantaseando sobre proyectos futuros; pero después de introducir a Federico en un gran aviario, Simona también le dispara y se va sola, dejando atrás el cadáver.